# Водала-Топішко Валентина Василівна
Валентина Василівна Водала-Топішко (21 серпня 1990, Обмачів — 4 квітня 2023, Печенюги) — солдат Збройних сил України, учасниця російсько-української війни.

## Життєвий шлях
Народилася в селі Обмачів Бахмацького району Чернігівської області. 
Навчалася в Обмачівській та Батуринській загальноосвітніх школах. 
Мала дві вищі освіти (економічну і педагогічну): закінчила Конотопську філію Європейського університету і Чернігівський педагогічний університет ім. Т. Шевченка. Працювала у різних закладах освіти.
У вересні 2022 року Валентина добровольцем вступила до лав Збройних сил України, де здобула фах оператора радіоперехоплення. Проходила службу у складі 14-го окремого вузла зв’язку військової частини А3958 58-ї окремої мотопіхотної бригади імені гетьмана Івана Виговського.
4 квітня 2023, перебуваючи на бойовому посту в селі Печенюги Новгород-Сіверського району старший солдат Валентина Водала-Топішко героїчно загинула.
Похована 6 квітня 2023 в Обмачеві. 

## Нагороди
- Орден «За мужність» III ступеня (посмертно).[1]
- Відзнака Президента України «За оборону України» (посмертно).[2][відсутнє в джерелі]